# Estátua-menir de São Bartolomeu do Mar
A Estátua-menir de São Bartolomeu do Mar é um megálito datado do Calcolítico ou Idade do Bronze situado no concelho de Esposende, no distrito de Braga.

## Localização
A Estátua-menir situa-se na antiga freguesia de Mar, a cerca de cinco quilómetros a norte de Esposende ; perto da igreja de São Bartolomeu, cerca de 750 m da costa atlântica .

## Descrição
O monólito, cuja extremidade foi partida, mede aproximadamente 2,15 m  de altura e tem um aspeto vagamente antropomórfico .  Foi gravado com varias covinhas e tem três faces aplainadas.
A poucos quilómetros a nordeste ergue-se o menir de São Paio de Antas .

## Lenda
Segundo a tradição, a pedra foi levantada à beira-mar e protege contra o avanço das águas ; Diz-se que quando cair o mar avançará.
O menir foi declarado Imóvel de Interesse Público em 1992.